# Strix Television

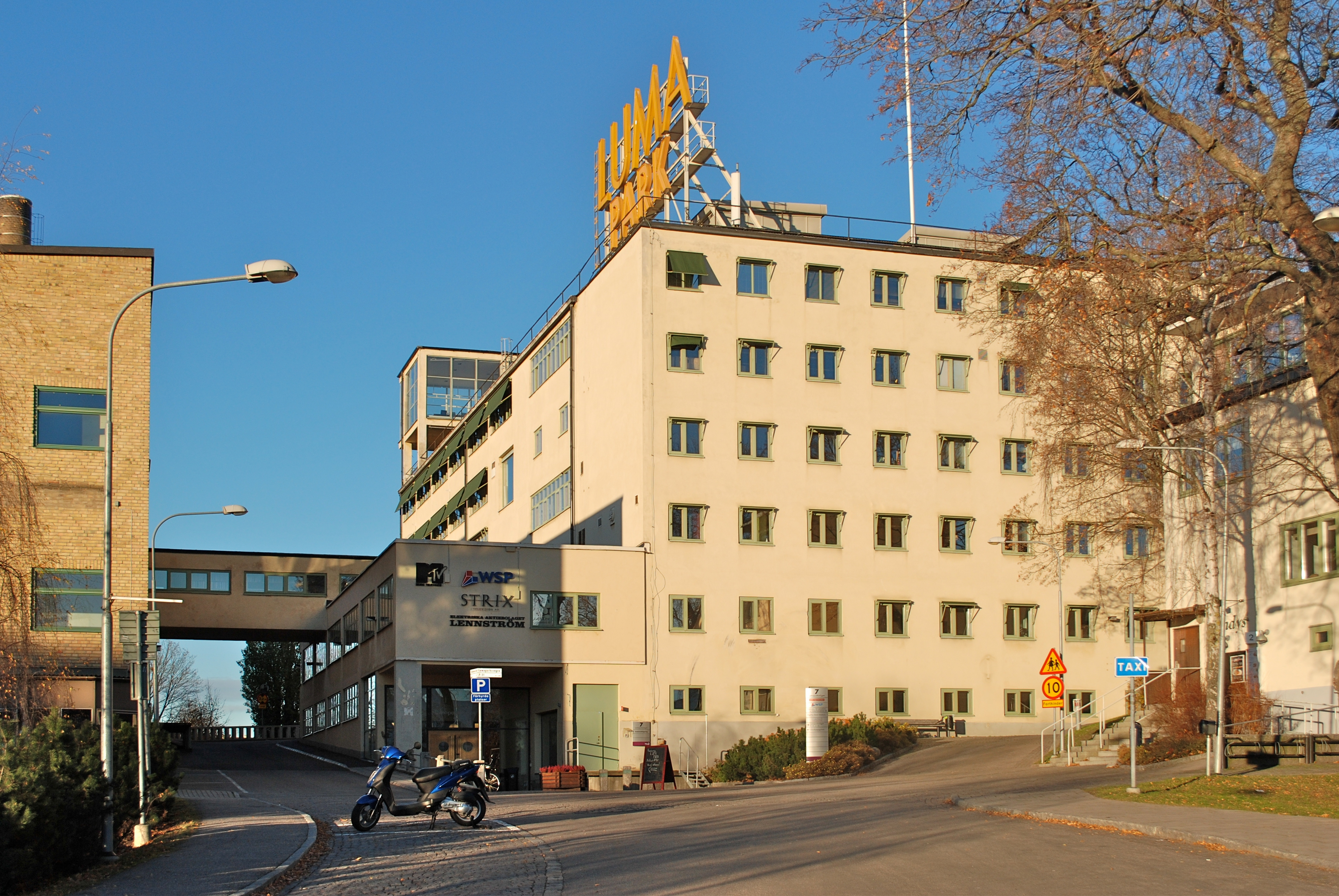
Imagem do escritório da Strix.

Strix Television é uma produtora de televisão sueca fundada em 1988. Sua sede está localizada em Estocolmo e também possui escritórios em Amsterdã, Copenhague, Oslo e Praga. É mais conhecida por desenvolver reality shows como Survivor, The Farm, The Bar, dentre outros.